# 언 에너미 오브 더 피플
언 에너미 오브 더 피플(Ganashatru, An Enemy of the People)은 인도에서 제작된 사티야지트 레이 감독의 1989년 드라마 영화이다.
헨리크 입센의 1882년 희곡 민중의 적을 각색한 영화이며 영국에서 같은 타이틀로 개봉되었다.
이 영화는 1989년 칸 영화제에 출품되었다.

## 출연
- 수미트라 차터지